# Marian Domagała (pilot)
Marian Bogusław Domagała (ur. 23 marca 1909 w Lublinie, zm. 27 stycznia 1991 w Glasgow) – porucznik pilot Polskich Sił Powietrznych w Wielkiej Brytanii, uczestnik kampanii wrześniowej i bitwy o Anglię.

## Życiorys
Z zawodu był monterem lotniczym i w latach 1926–1929 pracował w fabryce Plage i Laśkiewicz. W przyzakładowym Kole Miłośników Lotnictwa rozpoczął naukę pilotażu. W 1930 roku otrzymał powołanie do odbycia zasadniczej służby wojskowej i został przydzielony do Batalionu Lotnictwa w Poznaniu. W następnym roku został skierowany do Centralnej Szkoły Podoficerów Pilotów w Bydgoszczy na kurs w zakresie pilotażu. Po jego ukończeniu otrzymał przydział do 6 pułku lotniczym we Lwowie. W 1933 roku ukończył kursu wyższego pilotażu w Grudziądzu, w 1934 roku został przeniesiony do 132 eskadry myśliwskiej 3 pułku lotniczego. W późniejszym okresie służył w 133 eskadrze myśliwskiej tego samego pułku. W 1936 roku pełnił funkcję instruktora pilotażu w Centrum Wyszkolenia Oficerów Lotnictwa w Dęblinie. Wiosną 1939 roku powrócił do macierzystego 6 pl, gdzie służył jako pilot myśliwski w 161 Eskadrze Myśliwskiej. 25 sierpnia 1939 w składzie 161 em został przeniesiony na lotnisko polowe do Widzewa, gdzie brał udział w walkach powietrznych. 2 września podczas startu na przechwycenie Ju 87 został zestrzelony, ale nie odniósł obrażeń. W kampanii wrześniowej wykonał 15 lotów bojowych, ale nie odniósł zwycięstw powietrznych.
Po zakończeniu działań wojennych ewakuował się do Wielkiej Brytanii, gdzie 20 stycznia 1940 roku zaciągnął się ochotniczo do RAF-u. Otrzymał angielski numer służbowy 780671 , a po awansie P-1904.
5 lipca został skierowany na kurs pilotażu w Old Sarum, a następnie do 6 OTU Sutton Bridge. Po przeszkoleniu na samoloty Hawker Hurricane dołączył 5 sierpnia do 238 dywizjonu RAF w Middle Wallop. Już 8 sierpnia zestrzelił Messerschmitta Me 109 oraz prawdopodobnie zniszczył Messerschmitta Me 110. 11 sierpnia zaliczono mu zestrzelenie kolejnego Me 109.
14 września 1940 roku zachorował i został wyłączony z latania operacyjnego. Do lotów powrócił w marcu 1941 roku, 20 marca stracił orientację w terenie i był zmuszony lądować przymusowo w Wimborne. 6 kwietnia 1941 roku został przeniesiony do polskiego dywizjonu 302 stacjonującego wówczas w Westhampnett.
29 kwietnia brał udział w walce z Me 109 nad wybrzeżem kanału La Manche. Silnik jego samolotu uległ awarii, ale pilotowi udało się doprowadzić samolot do lotniska Biggin Hill i wylądować przymusowo tuż przed początkiem pasa startowego. 8 maja podczas walki z Me 109 został zestrzelony i ratował się skokiem ze spadochronem. 15 września został przeniesiony do dywizjonu 317 w Exeter. Turę lotów operacyjnych zakończył 4 lutego 1942 roku. Następnie odbył cykl szkoleń instruktorskich, po których w czerwcu trafił do 58 OTU Grangemouth, gdzie latał jako instruktor. 18 grudnia 1944 roku odbył przeszkolenie na samolotach dwusilnikowych.
Służbę zakończył w grudniu 1946 r. w stopniu porucznika lotnictwa. Następnie zamieszkał w Szkocji. Ma zaliczone zniszczenie 3 samolotów wroga, co daje mu 93. miejsce na liście Bajana.
Zmarł w Glasgow 27 stycznia 1991 roku, pochowany jest w Polsce.
Był odznaczony Polową Odznaką Pilota, Krzyż Walecznych (trzykrotnie), Srebrnym Krzyżem Zasługi oraz Medalem Lotniczym (dwukrotnie).